# Raymond Triboulet

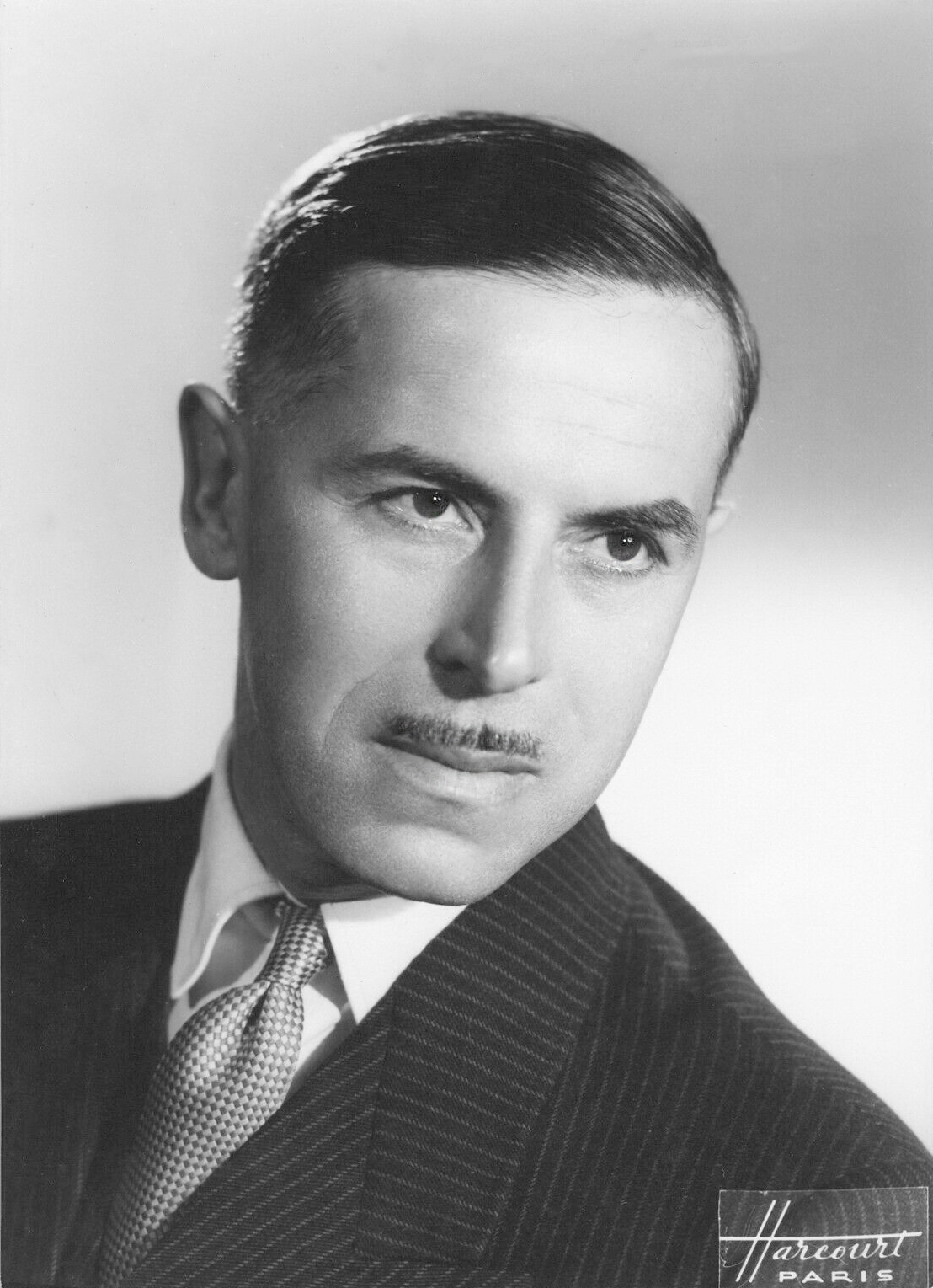

Raymond Triboulet (* 3. Oktober 1906 im 1. Arrondissement, Paris; † 26. Mai 2006 in Sèvres, Département Hauts-de-Seine) war ein französischer Politiker der Rassemblement du peuple français (RPF) sowie der Union pour la Nouvelle République (UNR), der zwischen 1946 und 1959, 1962 bis 1963 sowie zuletzt zwischen 1967 und 1973 Mitglied der Nationalversammlung war. 
Er bekleidete zwischen Februar und Oktober 1955 sowie abermals von Januar 1959 bis November 1962 Minister für Veteranen und Kriegsopfer. Darüber hinaus war er zwischen November 1962 und Januar 1966 Beigeordneter Minister für Zusammenarbeit.

## Leben

### Studium, Landwirt und Journalist
Triboulet, dessen Vater als Rechtsanwalt am Handelsgericht (Tribunal de commerce) in Paris tätig war, absolvierte seine schulische Ausbildung am Lycée Janson de Sailly und wurde nach dem Tod seines Vaters 1925 Halbwaise. Ein Studium der Fächer Rechtswissenschaften und Literaturwissenschaften schloss er mit einem Lizenziat ab und ließ sich anschließend in der Normandie, wo er mit seinem Erbe einen Bauernhof erwarb. Daneben verfasste er Artikel für in Paris erscheinende Zeitschriften sowie als überzeugter Anhänger von Charles Maurras auch für Manifeste der Action française, eine rechtsextreme, nationalistische und monarchistische politische Gruppierung in Frankreich, die 1898 unter dem Eindruck der Dreyfus-Affäre entstanden ist.
Nach einer Begegnung mit dem Henri Robert Ferdinand Marie Louis Philippe d’Orléans Ende 1934 trat er in Verbindung mit dem Vorsitzenden der Bauernvereinigung der Normandie, Jacques Le Roy Ladurie, der ihn wiederum mit Henri Dorgères bekanntmachte. Danach wurde er Chefredakteur von La Presse paysanne und verfasste nach dem Zusammentreffen mit Lucien Rebatet sowie Robert Brasillach auch Artikel für Le Temps, Candide und Je suis partout.

### Erfolglose Kandidatur für die Nationalversammlung und Zweiter Weltkrieg
Bei den Wahlen zur Nationalversammlung kandidierte Triboulet 1936 im Wahlkreis Clermont des Département Oise, unterlag aber dem Kandidaten der radikalen Front commun. Die Krise nach dem Münchner Abkommen führte zu einem Angriff auf den Patriotismus und seinem Bruch mit Brasillach. 
Nach Beginn des sogenannten Sitzkrieges (Drôle de guerre) zwischen dem Deutschen Reich und Frankreich zu Beginn des Zweiten Weltkrieges wurde er 1939 als Leutnant in den aktiven Militärdienst einberufen und geriet nach dem Beginn des Westfeldzuges zur Eroberung Frankreichs durch die deutsche Wehrmacht am 18. Juni 1940 in Kriegsgefangenschaft, aus der am 13. März 1941 entlassen wurde. Das ihm gemachte Angebot, die für die Landwirtschaft zuständige Presseabteilung des Vichy-Regimes zu leiten lehnte er ab und kehrte in die Normandie zurück, wo er ein Netzwerk der Widerstandsbewegung aufbaute, das Verbindungen zur Réseau Alliance sowie zu Ceux de la Résistance hatte.
Im Mai 1944 wurde er Sekretär des Französischen Komitees für die Nationale Befreiung in der Normandie und führte in dieser Funktion am 7. Juni 1944 zusammen mit Maurice Schumann Gespräche im Hauptquartier der British Army. Wenige Tage später wurde er am 16. Juni 1944 vom Kommissar der Republik François Coulet zum Unterpräfekten (Sous-préfet) der befreiten Gemeinden im Arrondissement Bayeux ernannt. Als Gründer und Vorsitzender des Komitees zur Erinnerung an den D-Day empfing er am 10. Juni 1945 sowie am 16. Juni 1946 jeweils General Charles de Gaulle in Bayeux und wird durch die dort geführten Gespräche zu einem Anhänger des Gaullismus. Wegen seiner ablehnenden Haltung bei den Beratungen zur neuen Verfassung wurde er allerdings am 8. Mai 1946 als Unterpräfekt des Arrondissement Bayeux entlassen und übernahm nach seiner Ernennung durch General Marie-Pierre Kœnig die Funktion als Generalinspekteur in der Militärverwaltung der französischen Besatzungszone in Deutschland.

### Vierte Republik

#### Wahl zum Mitglied der Nationalversammlung 1946
Nach der Gründung der Vierten Französischen Republik am 21. Oktober 1946 kandidierte er bei den ersten Wahlen am 10. November 1946 für ein Mandat in der Nationalversammlung und wurde im Département Calvados als Zweitplatzierter nach Joseph Laniel für die Liste Républicains indépendants zum Abgeordneten gewählt. Er wurde dabei mit 51.231 Stimmen (28,7 Prozent der abgegebenen Stimmen) gewählt und schloss sich nach seinem Einzug in das Palais Bourbon der Fraktion der Républicains indépendants an, deren Sekretär er bald darauf wurde. 
Ferner war er während dieser ersten Legislaturperiode zwischen 1946 und 1949 Mitglied des Ausschusses für Treibstoffe (Commission du ravitaillement) sowie zugleich von 1946 bis 1951 Mitglied des Ausschusses für Wiederaufbau und Kriegsschäden (Commission de la reconstruction et des dommages de guerre). Nach einem Treffen mit Winston Churchill am 14. Mai 1947 gehörte er mit Paul Rivet und René Coty zu den Mitgründern der Groupe fédéraliste européen, die sich nach Kontakten mit der von Richard Nikolaus Coudenhove-Kalergi geführten Paneuropa-Union in der Europäischen Parlamentarier-Union engagierte. Darüber hinaus war er als Vorsitzender des Komitees zur Erinnerung an den D-Day auch maßgeblich an dem Gesetz vom 21. Mai 1947 beteiligt, das die jährliche Gedenkfeier zur Erinnerung an die Operation Overlord begründete. 
Im August 1947 war er Gründer der Rassemblement du peuple français (RPF) im Département Calvados und schloss sich anschließend auch der RPF-Fraktion in der Nationalversammlung an, die Teil der von René Capitant initiierten gaullistischen Gruppierung war. Zugleich wurde er am 30. November 1948 Titularrichter am Obersten Justizgericht (Haute Cour de justice), der zu zwei Dritteln aus Abgeordneten und einem Drittel aus anderen Personen bestand. Zum Ende dieser ersten Legislaturperiode gehörte er von 1950 bis 1951 dem Ausschuss für nationale Verteidigung (Commission de la défense nationale) als Mitglied an.

#### Wiederwahl zum Abgeordneten 1951 und Minister 1955
Bei den Wahlen vom 17. Juni 1951 kandidierte Triboulet für die RPF, die insgesamt 118 Sitze in der Nationalversammlung gewann. Als Spitzenkandidat der RPF im Département Calvados empfing er während des Wahlkampfes General de Gaulle in Caen und stellte dort das von de Gaulle initiierte Programm für das nationale Wohl (Programme de salut national du général de Gaulle) vor, das im Wesentlichen der Bekämpfung der kommunistischen Parti communiste français (PCF) dienen sollte. Trotz der dortigen Kandidatur von sechs Wahllisten, wovon drei sogar ähnliche politische gaullistische Ziele verfolgten, wurde Triboulet mit 49.171 Stimmen wiedergewählt und lag damit sogar vor dem Ergebnis der RPF-Liste, die 43.986 Wählerstimmen (24,3 Prozent) erhielt.
Nach seinem Wiedereinzug in das Palais Bourbon gehörte Triboulet zwischen 1951 und 1955 sowohl wieder dem Ausschuss für nationale Verteidigung als auch dem Ausschuss für Wiederaufbau und Kriegsschäden an. Im Februar 1952 gehörte er zu den Hauptrednern bei den Debatten zur Frage einer Europäischen Verteidigungsgemeinschaft (EVG). Am 14. März 1954 wurde er zudem Mitglied eines Unterausschusses für die Überwachung der Verteidigungsausgaben. 
Im August 1951 wurde er ferner stellvertretendes Mitglied der Parlamentarischen Versammlung des Europarates in Straßburg. Im Mai 1953 kam es zu Spannungen innerhalb der RPF-Fraktion, die dazu führte, dass ein Teil der Abgeordneten diese Fraktion verließ und unter dem Namen Action républicaine et sociale (ARS) eine neue Parlamentariergruppierung gründete, deren Vorsitzender Henry Bergasse wurde. Triboulet wurde zunächst Vize-Vorsitzender der RPF-Fraktion, die nur noch 78 Parlamentarier stellte, ehe er im Juni 1954 Fraktionsvorsitzender wurde, nachdem Jacques Chaban-Delmas Minister für öffentliche Arbeiten, Verkehr und Tourismus in der Regierung von Premierminister Pierre Mendès France geworden war. Zugleich war er von 1954 bis 1976 Mitglied des Generalrates des Département Calvados.
Am 23. Februar 1955 wurde Triboulet von Premierminister Edgar Faure als Minister für Veteranen und Kriegsopfer (Ministre des anciens combattants et des victimes de guerre) in dessen zweites Kabinett berufen. Zu Beginn seiner Amtszeit bemühte er sich um die Schaffung ausreichender Haushaltsmittel und technische Unterstützung für die Aufgaben des Ministeriums. Im Herbst 1955 war er jedoch zunehmend verärgert über die Marokko-Politik des Premierministers und des Generalresidenten in Französisch-Marokko Gilbert Grandval sowie insbesondere wegen der ausbleibenden Reformen der Verfassung. Daraufhin traten er und Verteidigungsminister Marie-Pierre Kœnig am 6. Oktober 1955 von ihren Ministerämtern zurück und forderten zusammen den Républicains sociaux die Bildung einer Regierung des öffentlichen Heils. Sein Nachfolger als Minister für Veteranen und Kriegsopfern wurde daraufhin Vincent Badie, während Kœnig als Minister für nationale Verteidigung durch Pierre Billotte abgelöst wurde. Er hatte allerdings gegen die vorzeitige Auflösung der Nationalversammlung am 1. Dezember 1955 gestimmt.

#### Wiederwahl 1956
Bei den daraufhin vorgesehenen Neuwahlen kandidierte Triboulet auf Bitten Faures im Département Calvados auf der Liste der Républicains sociaux, die aus Mouvement républicain populaire (MRP) und Centre national des indépendants et paysans (CNI) bestand. In seinem Wahlkampf vertrat er zum einen eine antikommunistische Haltung und unterstützte zum anderen die gaullistische Politik de Gaulles, der die Bedeutung Frankreichs als Weltmacht, aber auch in Afrika und Europa heraushob. Bei diesen Wahlen, die am 2. Januar 1956 stattfanden, wurde er mit 25.688 Stimmen wiedergewählt und lag damit erneut vor dem Ergebnis der Liste, auf die 19.621 Wählerstimmen (9,6 Prozent der abgegebenen Stimmen) entfielen.
Während dieser dritten Legislaturperiode war er von 1956 bis 1957 abermals Mitglied des Ausschusses für nationale Verteidigung sowie zugleich Mitglied des Ausschusses für Justiz und Gesetzgebung (Commission de la justice et de la législation), ehe er anschließend von 1957 bis 1958 Mitglied des Ausschusses für Allgemeines Wahrrecht, Verfassungsrecht und Petitionen (Commission du suffrage universel, des lois constitutionnelles, du règlement et des pétitions) war und 1958 auch noch dem Ausschuss für Wiederaufbau, Kriegsschäden und Wohnungsbau (Commission de la reconstruction, des dommages de guerre et du logement) als Mitglied angehörte. Zum anderen war er zwischen dem 19. März und dem 3. Juli 1957 Vertreter Frankreichs in der Gemeinsamen Versammlung der Europäischen Gemeinschaft für Kohle und Stahl (EGKS). Am 22. Juli 1958 wurde Triboulet des Weiteren Mitglied des Beratenden Verfassungsausschusses (Comité consultatif constitutionnel), der sich mit der Ausarbeitung der Verfassung der Fünften Französischen Republik befasste, die am 4. Oktober 1958 ratifiziert wurde. Darüber hinaus war er am 21. Mai 1958 Berichterstatter bei einem Gesetzgebungsverfahren über das Mandat der in Algerien, Marokko, Tunesien, Kambodscha, Laos und Vietnam gewählten Mitglieder des Conseil de la République, der als damaliges Oberhaus des Parlaments dem heutigen Senat entspricht. Während dieser Zeit verringerte sich die Zahl der Mitglieder der Fraktion der Républicains sociaux auf 21 Abgeordnete.

### Fünfte Republik

#### Minister in den Regierung Debré und Pompidou
Bei den Wahlen zur ersten Nationalversammlung der am 5. Oktober 1958 gegründeten Fünften Französischen Republik am 30. November 1958 kandidierte Triboulet für die gaullistische Union pour la Nouvelle République (UNR) im vierten Wahlkreis des Département Calvados und wurde abermals zum Mitglied der Nationalversammlung gewählt.
Am 8. Januar 1959 wurde er von Premierminister Michel Debré als Minister für Veteranen und Kriegsopfer in dessen Kabinett berufen und legte daraufhin am 8. Februar 1959 sein Mandat in der Nationalversammlung nieder. Er übte dieses Ministeramt bis zum Ende von Debrés Amtszeit aus und bekleidete das Ministeramt auch in der nachfolgenden ersten Regierung von Premierminister Georges Pompidou vom 16. April 1962 bis zum 28. November 1962. In dieser Funktion nahm er am Karfreitag, den 15. April 1960, an der offiziellen Einweihung des Mahnmals Bittermark teil. Anwesend waren ferner der französische Botschafter in der Bundesrepublik Deutschland, François Seydoux de Clausonne, Paul Garban von der Suchstelle für französische Kriegsopfer und Delegationen aus vielen europäischen Ländern. Hauptredner der Gedenkfeier waren der Bundesminister für gesamtdeutsche Fragen, Ernst Lemmer, Minister Triboulet, der Dortmunder Oberbürgermeister Dietrich Keuning und Jean-Louis Forest, der Präsident der französischen nationalen Vereinigung der Arbeitsdeportierten.
Nach der Bildung des zweiten Kabinetts Pompidou wurde Triboulet am 28. November 1962 Beigeordneter Minister für Zusammenarbeit (Ministre délégué chargé de la coopération) und übte dieses Amt bis zum Ende von Pompidous Amtszeit am 8. Januar 1966 aus. Zwischenzeitlich war er am 18. November 1962 zwar wieder als Kandidat der UNR-Union Démocratique du Travail (UDT) im vierten Wahlkreis des Département Calvados zum Mitglied der Nationalversammlung gewählt worden, legte aber auch dieses Mandat am 6. Januar 1963 wieder nieder, nachdem er Mitglied der Regierung wurde. Während dieser Amtszeit wurde ihm vorgeworfen, dass er als Minister seine Stellung genutzt hätte, seiner beim Abitur (Baccalauréat) Tochter Marie-Eudes Triboulet – wenngleich ohne Erfolg – zu helfen, in dem er beim Vorsitzenden des Prüfungsausschusses anrief.
Bei den Wahlen vom 5. März 1967 wurde Triboulet abermals Mitglied der Nationalversammlung für den vierten Wahlkreis des Département Calvados, wobei er diesmal für die Union des Démocrates pour la Ve République (UDR) angetreten war. Zuletzt wurde er bei den wegen der Unruhen vom Mai 1968 vorgezogenen Neuwahlen am 23. Juni 1968 für die Union pour la défense de la République (UDR) zum Mitglied der Nationalversammlung gewählt und gehörte dieser bis zum Ende der vierten Legislaturperiode am 1. April 1973 an. Zugleich war er zwischen 1967 und 1973 auch Mitglied des Europäischen Parlaments. Dort befasste er sich unter anderem mit Fragen der Geschäftsordnung wie zum Beispiel der Sitzungsleitung durch den Alterspräsidenten des Europäischen Parlaments.

#### Vorsitzender der Paneuropa-Union und Auszeichnungen
Nach seinem Ausscheiden aus der Nationalversammlung wurde Triboulet 1973 Präsident der Paneuropa-Union in Frankreich und übte diese Funktion bis 1987 aus. 1974 übernahm er die Funktion als Herausgeber des Bulletin Résistance nouvelle. Er war darüber hinaus zwischen 1976 und 1980 Mitglied des Wirtschafts- und Sozialrates der Region Basse-Normandie. 
Am 17. Dezember 1979 wurde Triboulet Mitglied der Académie des sciences morales et politiques und wurde dort Nachfolger des am 1. Juni 1978 verstorbenen Wilfrid Baumgartner auf dem drittel Sessel (Fauteuil) der allgemeinen Abteilung. 1991 fungierte er als Präsident der Académie des sciences morales et politiques. Am 30. September 1999 wurde ihm vom Präsidenten des Senats Christian Poncelet die Große Medaille des Senats (La Grande Médaille du Sénat) verliehen. Nach seinem Tode folgte ihm 2007 Jean-David Levitte als Mitglied der Académie des sciences morales et politiques.
Für seine langjährigen Verdienste wurde Triboulet mehrfach ausgezeichnet. Er wurde unter anderem Großoffizier der Ehrenlegion sowie Träger des Croix de guerre 1939–1945 und der Médaille de la Résistance. Ferner wurde ihm das Große Verdienstkreuz mit Stern der Bundesrepublik Deutschland verliehen und er ist auch Großoffizier des Verdienstordens der Italienischen Republik. Des Weiteren wurde er Kommandeur des Order of the British Empire, des Belgischen Kronenordens sowie des Sankt-Olav-Ordens von Norwegen.
Aus seiner 1928 geschlossenen Ehe mit Luce Chauveau, einer Enkelin des Naturwissenschaftlers Auguste Chauveau, gingen sechs Kinder hervor.

## Veröffentlichungen
- Les Billets de Négus, 1939
- Sens dessus Dessous, 1951
- Des vessies pour des lanternes, 1958
- Pourquoi la coopération?, 1964
- Halte au massacre, 1966
- Grandeur et servitudes de la majorité, 1966
- L’Europe véritable de la Grande-Bretagne, 1971
- Edition de Gaston Jean-Baptiste de Renty (1611-1649), Correspondance, 1978
- A tous ceux qui sont mal dans leur peau, 1981
- Un gaulliste de la IVe, 1985
- Un ministre du général, 1986
- Gaston de Renty, un homme de ce monde, un homme de Dieu, 1992[16][17]